# Dendroceros crispatus
Dendroceros crispatus är en bladmossart som först beskrevs av William Jackson Hooker, och fick sitt nu gällande namn av Christian Gottfried Daniel Nees von Esenbeck. Dendroceros crispatus ingår i släktet Dendroceros och familjen Dendrocerotaceae. Inga underarter finns listade i Catalogue of Life.